# Chondroscaphe plicata
Chondroscaphe plicata är en orkidéart som först beskrevs av David Edward Bennett och Eric Alston Christenson, och fick sitt nu gällande namn av Robert Louis Dressler. Chondroscaphe plicata ingår i släktet Chondroscaphe och familjen orkidéer. Inga underarter finns listade i Catalogue of Life.